# Rui Veloso (album)
Rui Veloso è il quarto album in studio del musicista portoghese Rui Veloso, pubblicato nel 1986.

## Tracce
1. Porto Côvo
2. É Triste Ser-se Crescido
3. Cavaleiro Andante
4. Directo à Cabeça
5. Valsinha das Medalhas
6. A Origem do Mal
7. O Negro do Rádio de Pilhas
8. Porto Sentido
9. Beirã
10. Champanhe
11. África